# Merkys

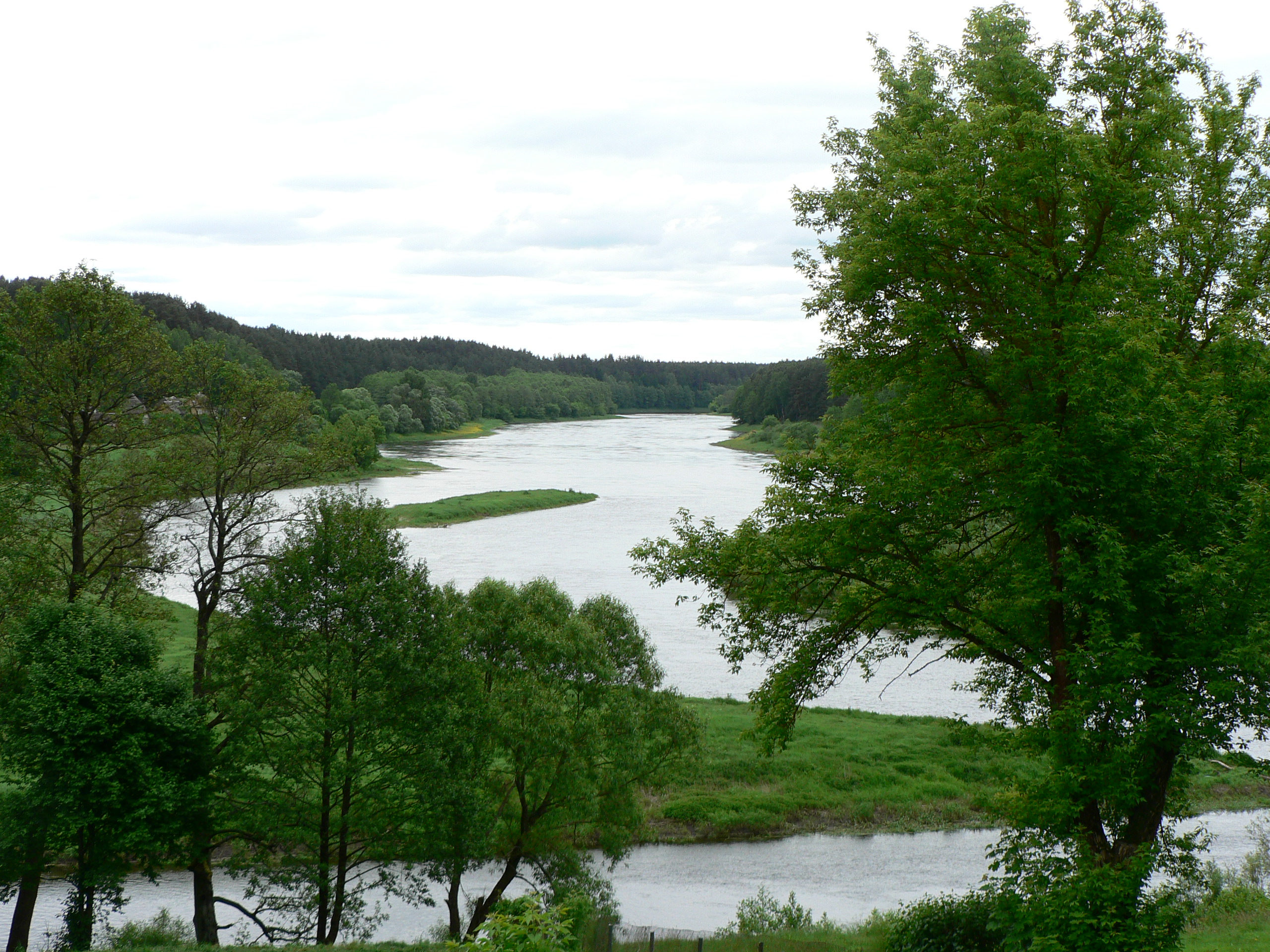
De rivier de Merkys bij Merkinė

Grens Polen-Litouwen van 1920-1939, de rode lijn op de kaart

De Merkys (Litouws: Merkys, Wit-Russisch: Мяркіс, Мерычанка) is een zijrivier van de Memel die stroomt door Litouwen en Wit-Rusland. De rivier heeft een lengte van 203 km, waarvan slechts 13 km in het Wit-Russische grenslandschap ligt. De naam Merkys komt van het Litouwse merkti, wat doorweken betekent. Ten tijde van het Interbellum vormde een deel van de rivier (tussen de Memel en Varėna) de grens tussen Polen en Litouwen.

## Omgeving
De Merkys wordt bij Žagarinė in Litouwen verbonden met het Papys-meer door middel van een kanaal. De Merkys stroomt over een lengte van 37 kilometer door een natuurgebied, Nationaal Park Dzūkija en is bekend voor zijn veelzijdigheid aan fauna. In de rivier leven onder andere vele forellen. Aan de Merkys ligt het tevens stadje Merkinė.
- Virtual International Authority File: 315125026